# 馬爾伯勒縣 (南卡羅萊納州)
馬爾伯勒縣（英語：Marlboro County）是美國南卡羅萊納州東北部的一個縣，北鄰北卡羅萊納州。面積1,257平方公里。根据美國2000年人口普查，共有人口28,818人，2005年人口28,021人。縣治本尼茲維爾（Bennettsville）。
成立於1785年3月12日。縣名是为了紀念約翰·丘吉爾，第一代馬爾博羅公爵。